# Verrucaria fuscoatroides
Verrucaria fuscoatroides är en lavart som beskrevs av Servít. Verrucaria fuscoatroides ingår i släktet Verrucaria och familjen Verrucariaceae.   Inga underarter finns listade i Catalogue of Life.